# Ásványráró
Ásványráró là một thị trấn thuộc hạt Győr-Moson-Sopron, Hungary. Thị trấn này có diện tích 39,16 km², dân số năm 2010 là 1914 người, mật độ 49 người/km².